# Hypoandrogenism
Hypoandrogenism eller testosteronbrist är en endokrin rubbning som innebär för låga nivåer androgener (manliga könshormoner).
Hos män produceras androgener i testiklarna och binjurarna, genom att enzymer omvandlar steroidhormonet progestagen. En liten mängd androgener omvandlas på samma sätt till östrogen. Hypoandrogenism brukar därför bero på problem med dessa körtlar eller enzymer.
Lägre nivåer androgener är normalt för män vid stigande ålder (den så kallade andropausen). Det kan också uppstå vid systemiska sjukdomar. Hypogonadism hos män kännetecknas av hypoandrogenism samman med förhöjda nivåer luteiniserande hormon och follikelstimulerande hormon, och kan uppkomma i alla åldrar. Vid hypogonadism beror de låga nivåerna testosteron på problem i själva testiklarna att bilda hormonet. Problemet kan emellertid också uppkomma till följd av en rad olika tillstånd hos män, såsom hypotyreos, diabetes, fetma, åldrande, järnöverskott, hyperprolaktinemi, anorexia nervosa, hyperöstrogenism, flera kroniska sjukdomar, alkoholism, vid olika tillstånd som skadat testiklarna, och akromegali vid hypofysinsufficiens.
Oavsett om hypogonadism är orsaken till hypoandrogenismen eller om den har andra orsaker, är symtomen samma. Hypoandrogenism leder till minskade testiklar, förlorat libido, erektionsproblem, infertilitet till följd av dålig spermieproduktion, och mindre ben- och muskelmassa. Om tillståndet uppkommer i barndomen kan det leda till en dåligt utvecklad pubertet. På ett mentalt plan kan det leda till minskat självförtroende, depressioner och sömnproblem. Om tillståndet beror på en ökad omvandling till östrogen, kan det höra samman med hyperöstrogenism.
Även kvinnor kan drabbas av testosteronbrist. Testosteron spelar en viktig roll för den kvinnliga sexualiteten, genom att öka intresset för att inleda sexuell aktivitet och att öka mottagligheten för sexuell stimulans. Testosteron är även kopplat till det allmänna välbefinnandet hos kvinnor samt minskad depression och ångest. Kvinnor med kirurgiskt inducerad menopaus är den patientgrupp som troligast lider av testosteronbrist. Hos kvinnor leder hypoandrogenism till minskat libido, och kan inträffa till exempel efter menopausen. Om de minskade androgennivåerna beror på problem med att syntetisera progestagener, kan det leda till hypoöstrogenism. Tillståndet kan också uppkomma för att mängden steroider totalt sett är låg.